# Herrenberger Altar

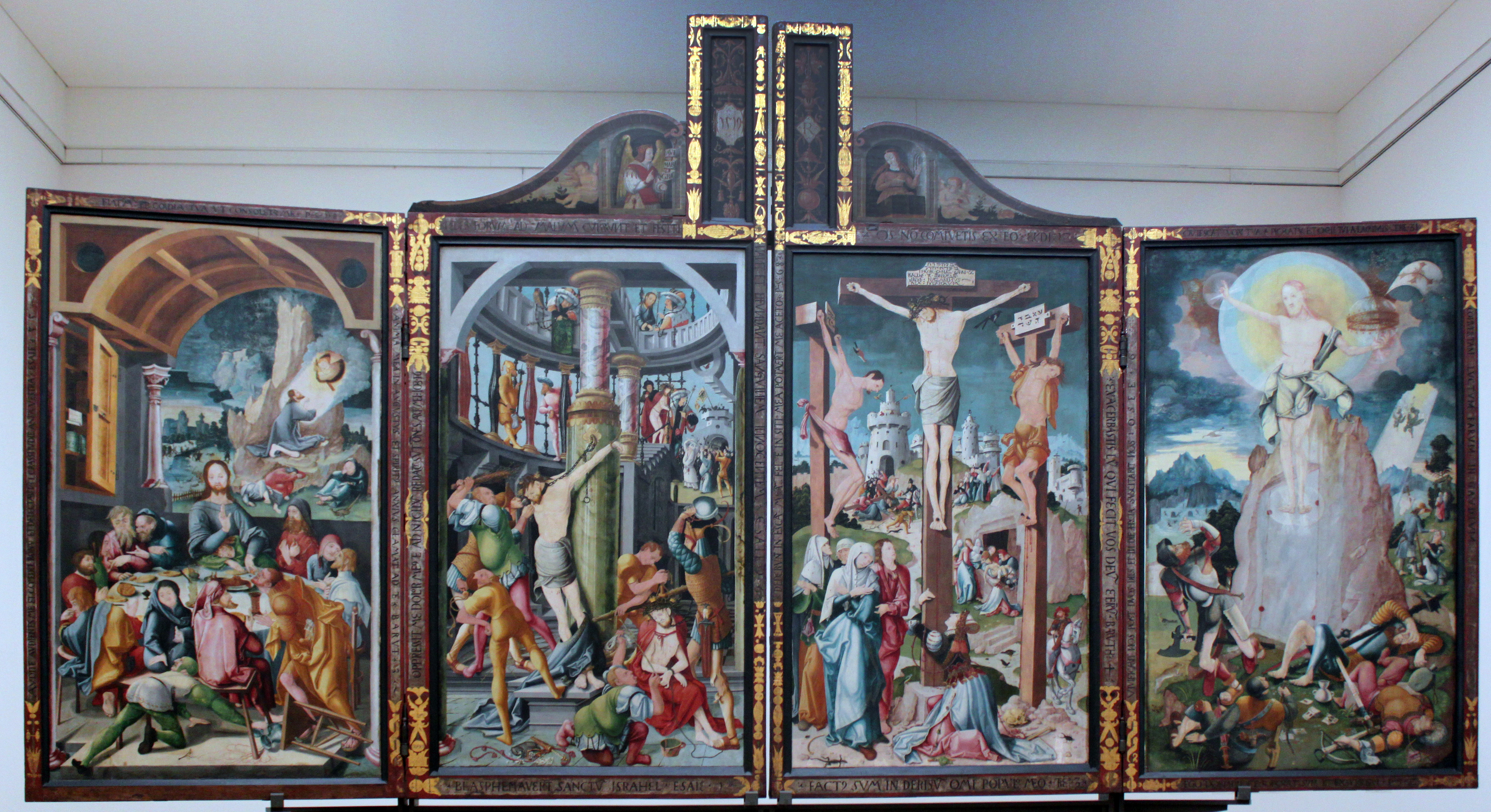
Original des Herrenberger Altars in der Staatsgalerie Stuttgart

Der Herrenberger Altar ist ein (fragmentiertes) Altarretabel, das in den Jahren 1518 bis 1521 im Auftrag der Brüder vom gemeinsamen Leben als Hochaltar für die Stiftskirche in Herrenberg entstanden ist. Er befindet sich heute im Besitz der Staatsgalerie Stuttgart.

## Geschichte des Altars

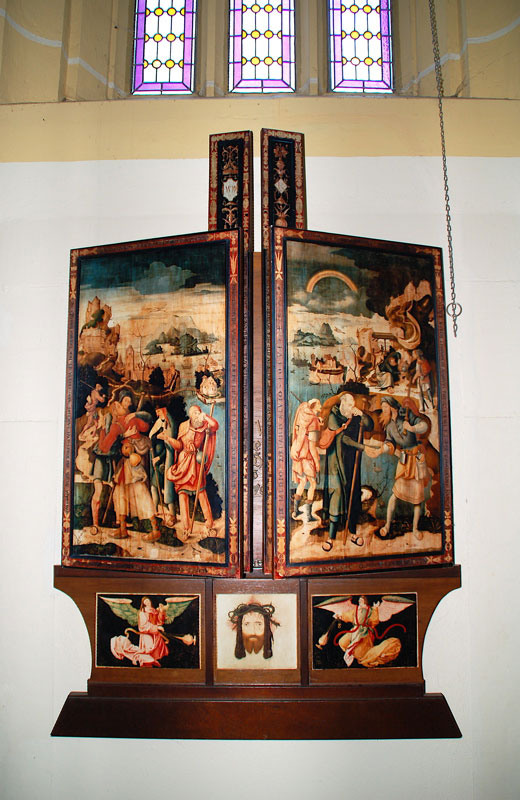
Kopie des Altarretabels in der Stiftskirche in Herrenberg – geschlossener Zustand

Der Altar trägt eine Datierung von 1519. Die acht Tafelbilder wurden von dem im Bauernkrieg hingerichteten Maler Jerg Ratgeb (um 1480–1526) gefertigt. Verlorengegangen sind der geschnitzte Mittelschrein, die Predellenvorderseite und das Gesprenge.
Der eigenwillige und expressive Malstil Ratgebs wurde lange Zeit wenig geschätzt. Erst in neuerer Zeit wird er angemessen gewürdigt. In Herrenberg war der Altar nur relativ kurz zu sehen. Nachdem 1534 die Reformation in der Stadt eingeführt wurde, ließ ihn der erste lutherische Pfarrer in Herrenberg 1537 abbauen. 1548, zur Zeit des Interims, ließen spanische Truppen den Altar wieder aufbauen. Nach 1552 wurde er für einige Jahrhunderte einfach zugehängt.
1891 verkaufte der Stadtrat den Altar dann „mit Rücksicht auf die teilweise unschönen Bilder“ an die „Staatssammlung vaterländischer Altertümer“ in Stuttgart. Die erhaltenen Teile befinden sich seit 1924 in der Staatsgalerie Stuttgart. Eine Kopie ist in der Stiftskirche in Herrenberg zu besichtigen.
Der Herrenberger Altar ist ein Wandelaltar, dessen Schauseite durch eine erste Öffnung der beiden Außenflügel (A) links (li) und rechts (re) sowie durch eine zweite Öffnung zweier Innenflügel (I) verändert werden kann. Die erhaltenen vier Flügel sind Tafeln gleichen Formats, beidseitig bemalt (a, b) und präsentieren so acht Tafelbilder.

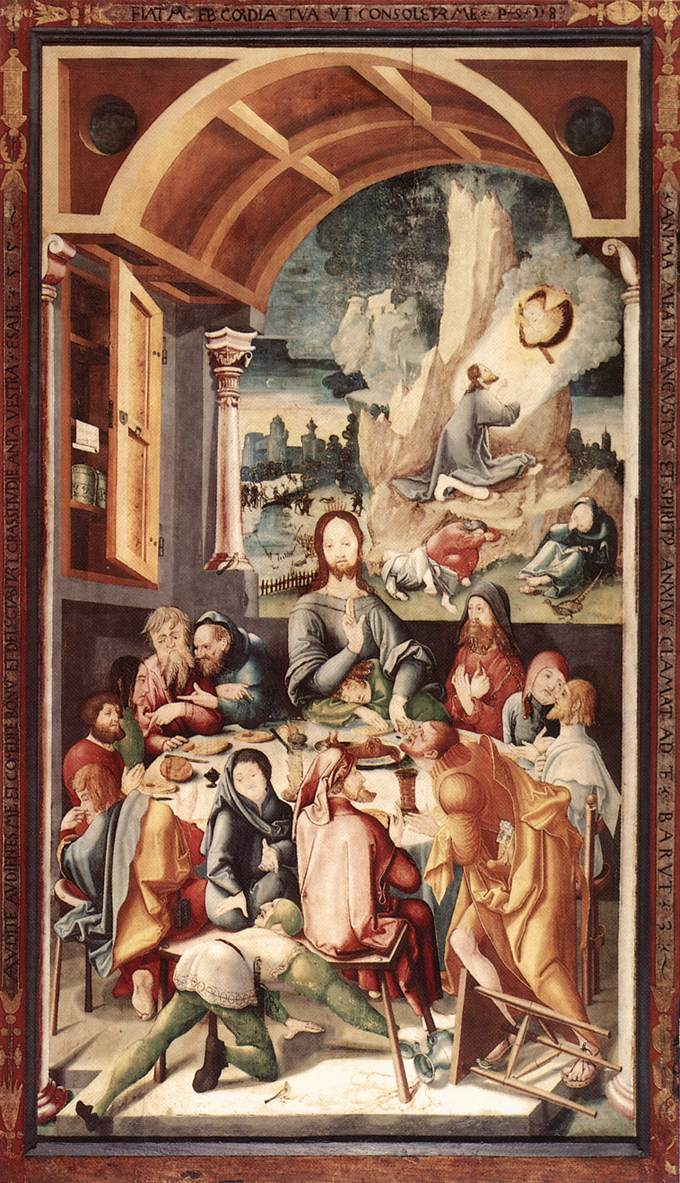
Letztes Abendmahl, bei erster Öffnung links außen (Tafel A re b)
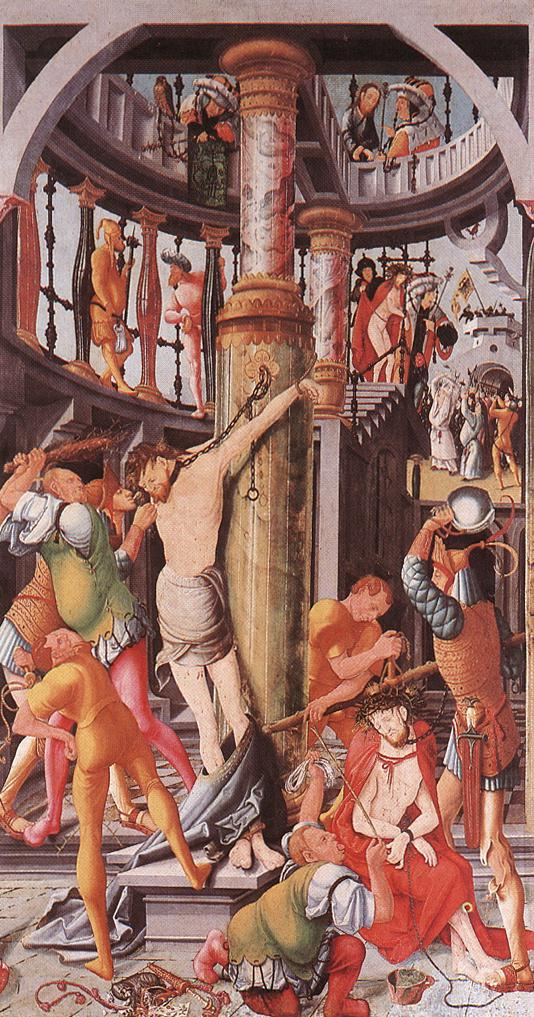
Geißelung Christi, bei erster Öffnung links innen (Tafel I li a)
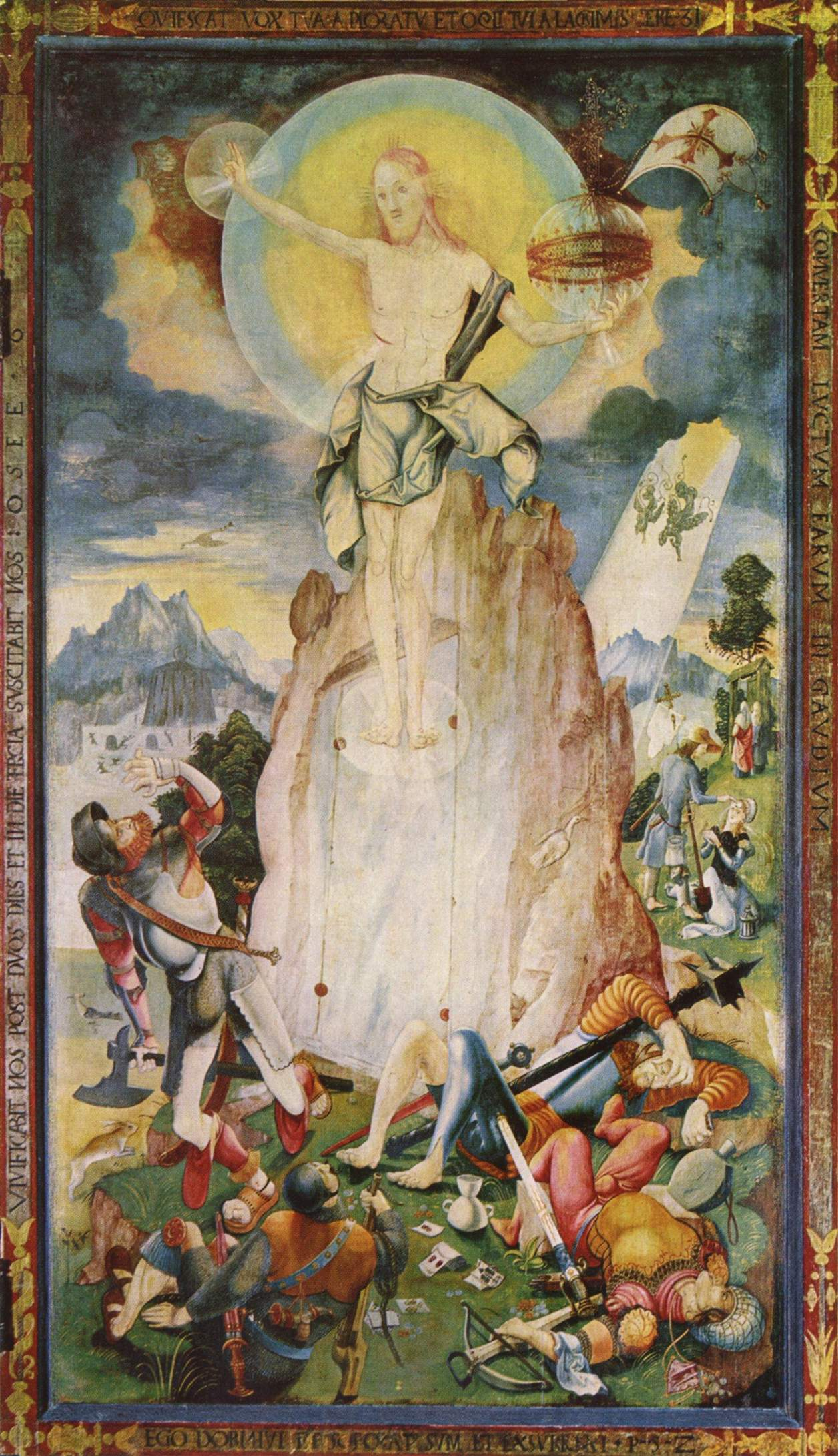
Auferstehung Christi, bei erster Öffnung rechts außen (Tafel A re b)

## Beschreibung
Vom doppelten Wandelaltar sind vier beidseitig bemalte Tafeln, die Ecküberhöhungen und die dreiteilige Predellenrückseite erhalten. Die Rahmen sind mit Ornamenten und mit Zitaten aus dem Alten und Neuen Testament verziert. Auf den acht großflächigen Tafelbildern sind simultan 24 Szenen aus der Passionsgeschichte, aus dem Marienleben und aus der Apostelgeschichte dargestellt.
Die Darstellungen im Einzelnen:
Geschlossener Zustand (an normalen Sonntagen)
- Tafel A li (a) und Tafel A re (a) zeigen ein zusammengesetztes Bild: Abschied der Apostel

Erste Öffnung (in der Passionszeit)
bei 
- Tafel A li (b): Abendmahl / Gethsemane / Gefangennahme
- Tafel I li (a): Dornenkrönung / Geißelung Christi / Jesus vor dem Volk / Jesus vor Pilatus
- Tafel I re (a): Kreuztragung / Die Frauen vor dem Kreuz / Grablegung
- Tafel A re (b): Auferstehung / Die drei Frauen gehen zum Grab / Jesus und Maria Magdalena

Zweite Öffnung (zu den Hochfesten)
- Tafel I li (b): Verlobung der Maria / Goldene Pforte / Maria und Elisabeth
- Nicht erhalten: Schrein mit geschnitzten Figuren (vermutlich Maria in der Mandorla)
- Tafel I re (b): Beschneidung / Darbringung im Tempel / Flucht nach Ägypten

Predella-Bilder
- Schweißtuch der Veronika und zwei Engel